# Lytocarpia tenuissima
Lytocarpia tenuissima is een hydroïdpoliep uit de familie Aglaopheniidae. De poliep komt uit het geslacht Lytocarpia. Lytocarpia tenuissima werd in 1914 voor het eerst wetenschappelijk beschreven door Bale. 